# Foggia Calcio 1992-1993
Questa voce raccoglie le informazioni riguardanti il Foggia Calcio nelle competizioni ufficiali della stagione 1992-1993.

## Stagione
Il Foggia nel campionato di Serie A 1992-1993 si classifica al 12º posto con 32 punti. Nella quarta stagione di Zdenek Zeman sulla panchina dei satanelli, si compie un'altra impresa del tecnico ceco, in quanto il Foggia naviga sempre una spanna sopra la zona pericolosa, nonostante alla vigilia del torneo i pronostici lo vedessero già spacciato, dopo aver ceduto in estate i pezzi pregiati della sua rosa, Ciccio Baiano alla Fiorentina, Beppe Signori alla Lazio e Roberto Rambaudi all'Atalanta. Nella Coppa Italia entra in gioco e supera nel secondo turno il Pisa (1-0) l'andata in casa, (2-2) il ritorno sotto la torre, viene poi eliminato nel terzo turno dall'Inter, pareggiando (0-0) in casa e perdendo (2-0) a Milano.

## Organigramma societario
Area direttiva
- Amministratore unico: Giuseppe Armilotta

Area tecnica
- Allenatore: Zdeněk Zeman

## Rosa

Il neoacquisto Luigi Di Biagio, a Foggia per il successivo triennio.

| N. |                   | Ruolo | Calciatore           |
| -- | ----------------- | ----- | -------------------- |
|    | Italia (bandiera) | P     | Francesco Mancini    |
|    | Italia (bandiera) | P     | Mauro Bacchin        |
|    | Italia (bandiera) | D     | Giuseppe Di Bari     |
|    | Italia (bandiera) | D     | David Bianchini      |
|    | Italia (bandiera) | D     | Giordano Caini       |
|    | Italia (bandiera) | D     | Giuseppe Fornaciari  |
|    | Italia (bandiera) | D     | Pier Luigi Nicoli    |
|    | Italia (bandiera) | D     | Gianluca Grassadonia |
|    | Italia (bandiera) | D     | Gualtiero Grandini   |
|    | Italia (bandiera) | D     | Donatello Gasparini  |
|    | Italia (bandiera) | D     | Angelo Consagra      |
|    | Italia (bandiera) | D     | Salvatore Fresi      |
|    | Italia (bandiera) | D     | Pasquale Padalino    |

| N. |                        | Ruolo | Calciatore           |
| -- | ---------------------- | ----- | -------------------- |
|    | Romania (bandiera)     | C     | Dan Petrescu         |
|    | Italia (bandiera)      | C     | Pasquale De Vincenzo |
|    | Italia (bandiera)      | C     | Andrea Seno          |
|    | Italia (bandiera)      | C     | Luigi Di Biagio      |
|    | Italia (bandiera)      | C     | Oberdan Biagioni     |
|    | Italia (bandiera)      | C     | Nicolò Sciacca       |
|    | Italia (bandiera)      | D     | Roberto Genco        |
|    | Italia (bandiera)      | A     | Pierpaolo Bresciani  |
|    | Russia (bandiera)      | A     | Igor' Kolyvanov      |
|    | Paesi Bassi (bandiera) | A     | Bryan Roy            |
|    | Italia (bandiera)      | A     | Paolo Mandelli       |
|    | Costa Rica (bandiera)  | A     | Hernán Medford       |
|    | Italia (bandiera)      | A     | Giovanni Pisano      |

## Calciomercato
La società incassa 57 miliardi dalle cessioni e spende 18 miliardi per l'acquisizione di sedici giocatori. Arrivarono dalla Serie B Biagioni (Cosenza) e Bresciani (Palermo). Dalla C1 Bacchin (Barletta), Fornaciari (Barletta), Caini (Catania), Nicoli (Catania), Grassadonia (Salernitana), Gasparini (Pro Sesto), De Vincenzo (Reggina), Seno (Como), Di Biagio (Monza), Mandelli (Monza). Dalla C2 Di Bari (Bisceglie), Bianchini (Lodigiani). Dall'Interregionale Sciacca (Trapani). A completare la rosa Roy (Ajax) e Medford (Rayo Vallecano, Segunda Division Spagnola).

## Risultati

### Serie A

#### Girone di andata
| Arbitro: | Fabricatore (Roma) |

|                     |           |  |
| Grandini 59’ (aut.) | Marcatori |  |

| Arbitro: | Sguizzato (Verona) |

|                       |           |                                      |
| P. Bresciani 16’, 44’ | Marcatori | 11’, 89’ Fonseca 38’ Zola 59’ Careca |

| Arbitro: | Boggi (Salerno) |

|                                   |           |                 |
| Caniggia 16’ G. Giannini 20’, 58’ | Marcatori | 73’ De Vincenzo |

| Arbitro: | Chiesa (Milano) |

|              |           |  |
| Petrescu 77’ | Marcatori |  |

| Arbitro: | Merlino (Torre del Greco) |

|                                                          |           |             |
| Raducioiu 28’ Saurini 37’ Hagi 52’ F. Mancini 72’ (aut.) | Marcatori | 68’ Medford |

| Arbitro: | Brignoccoli (Ancona) |

|                            |           |                            |
| Petrescu 26’ Di Biagio 76’ | Marcatori | 17’ Panucci 31’ Bortolazzi |

| Arbitro: | Felicani (Bologna) |

|                            |           |  |
| Zárate 6’, 33’ Ruggeri 90’ | Marcatori |  |

| Arbitro: | Rodomonti (Teramo) |

|                     |           |  |
| Biagioni 90’ (rig.) | Marcatori |  |

| Arbitro: | Quartuccio (Torre Annunziata) |

|                         |           |                     |
| Rambaudi 1’ Porrini 45’ | Marcatori | 15’ (rig.) Biagioni |

| Arbitro: | Cinciripini (Ascoli Piceno) |

|                             |           |             |
| Biagioni 18’ (rig.) Roy 34’ | Marcatori | 51’ Signori |

| Arbitro: | Nicchi (Arezzo) |

|                     |           |  |
| Biagioni 55’ (rig.) | Marcatori |  |

| Arbitro: | Bazzoli (Merano) |

|            |           |               |
| Silenzi 1’ | Marcatori | 19’ Di Biagio |

| Arbitro: | Pezzella (Frattamaggiore) |

|                               |           |                      |
| P. Bresciani 50’ Mandelli 55’ | Marcatori | 79’ (rig.) Ravanelli |

| Arbitro: | Ceccarini (Livorno) |

|                          |           |                                                     |
| R. Mancini 22’, 27’, 46’ | Marcatori | 4’ (rig.) Biagioni 7’ P. Bresciani 80’ D. Bianchini |

| Arbitro: | Trentalange (Torino) |

|               |           |                            |
| Di Biagio 82’ | Marcatori | 22’, 73’ Shalimov 70’ Sosa |

| Arbitro: | Chiesa (Milano) |

|              |           |                      |
| Cappioli 24’ | Marcatori | 78’ (rig.) Di Biagio |

| Arbitro: | Cardona (Milano) |

|               |           |  |
| Kolyvanov 24’ | Marcatori |  |

#### Girone di ritorno
| Arbitro: | Luci (Firenze) |

|                           |           |                        |
| P. Bresciani 37’ Seno 80’ | Marcatori | 56’ Papin 59’ Rijkaard |

| Arbitro: | Bettin (Padova) |

|                     |           |  |
| Zola 20’ Careca 29’ | Marcatori |  |

| Foggia 14 febbraio 1993 20ª giornata | Foggia            | 0 – 0 referto | Roma | Stadio Pino Zaccheria\| Arbitro: \| Beschin (Legnago) \| |
| Arbitro:                             | Beschin (Legnago) |               |      |                                                          |

| Arbitro: | Amrndolia (Messina) |

|                                    |           |                                   |
| Balbo 45’ (rig.), 49’ Desideri 90’ | Marcatori | 37’ (aut.) Desideri 54’ Kolyvanov |

| Foggia 7 marzo 1993 22ª giornata | Foggia          | 0 – 0 referto | Brescia | Stadio Pino Zaccheria\| Arbitro: \| Nicchi (Arezzo) \| |
| Arbitro:                         | Nicchi (Arezzo) |               |         |                                                        |

| Genova 14 marzo 1993 23ª giornata | Genoa                     | 0 – 0 referto | Foggia | Stadio Luigi Ferraris\| Arbitro: \| Pezzella (Frattamaggiore) \| |
| Arbitro:                          | Pezzella (Frattamaggiore) |               |        |                                                                  |

| Arbitro: | Felicani (Bologna) |

|          |           |  |
| Seno 35’ | Marcatori |  |

| Arbitro: | Amendolia (Messina) |

|                                                       |           |  |
| Brolin 28’ Asprilla 45’ A. Melli 47’ A. Di Chiara 59’ | Marcatori |  |

| Arbitro: | Cesari (Genova) |

|                      |           |  |
| Kolyvanov 87’ (rig.) | Marcatori |  |

| Arbitro: | Collina (Viareggio) |

|            |           |                 |
| Riedle 28’ | Marcatori | 56’ De Vincenzo |

| Arbitro: | Arena (Ercolano) |

|                      |           |                                                        |
| Allegri 84’ Bivi 89’ | Marcatori | 21’ (aut.) Nobile 28’ Sciacca 53’ Roy 80’ P. Bresciani |

| Foggia 25 aprile 1993 29ª giornata | Foggia          | 0 – 0 referto | Torino | Stadio Pino Zaccheria\| Arbitro: \| Bettin (Padova) \| |
| Arbitro:                           | Bettin (Padova) |               |        |                                                        |

| Arbitro: | Stafoggia (Pesaro) |

|                                    |           |                                  |
| R. Baggio 15’, 45’, 80’ Vialli 26’ | Marcatori | 52’ (rig.) Sciacca 68’ Kolyvanov |

| Arbitro: | Boggi (Salerno) |

|              |           |  |
| Kolyvanov 2’ | Marcatori |  |

| Arbitro: | Brignoccoli (Ancona) |

|          |           |         |
| Sosa 27’ | Marcatori | 88’ Roy |

| Arbitro: | Fabricatore (Roma) |

|              |           |                 |
| Mandelli 48’ | Marcatori | 66’ Francescoli |

| Arbitro: | Boggi (Salerno) |

|                                                               |           |                            |
| Batistuta 8’, 30’ Baiano 26’, 43’ M. Orlando 70’ Vascotto 79’ | Marcatori | 80’ Di Biagio 85’ Petrescu |

## Coppa Italia
| Arbitro: | Merlino (Torre del Greco) |

|               |           |  |
| Kolyvanov 12’ | Marcatori |  |

| Arbitro: | Amendolia (Messina) |

|                                |           |                                |
| Bosco 10’ Scarafoni 54’ (rig.) | Marcatori | 75’ Kolyvanov 90’ P. Bresciani |

| Foggia 6 ottobre 1992 3º turno - Andata | Foggia            | 0 – 0 | Inter | Stadio Pino Zaccheria\| Arbitro: \| Mughetti (Cesena) \| |
| Arbitro:                                | Mughetti (Cesena) |       |       |                                                          |

| Arbitro: | Pezzella (Frattamaggiore) |

|                       |           |  |
| Sosa 38’ Desideri 49’ | Marcatori |  |